# روبرت لين نيلسون
روبرت لين نيلسون (بالإنجليزية: Robert Lyn Nelson)‏ هو رسام أمريكي، ولد في 1 فبراير 1955 في مقاطعة سان بيرناردينو في الولايات المتحدة.

## وصلات خارجية
- الموقع الرسمي